# Vilaja Planina
Vilaja Planina är ett berg i Kroatien.   Det ligger i länet Dalmatien, i den södra delen av landet, 250 km söder om huvudstaden Zagreb. Toppen på Vilaja Planina är 610 meter över havet, eller 79 meter över den omgivande terrängen. Bredden vid basen är 1,2 km.
Terrängen runt Vilaja Planina är huvudsakligen lite kuperad. Runt Vilaja Planina är det ganska tätbefolkat, med 75 invånare per kvadratkilometer. Närmaste större samhälle är Trogir, 15,0 km sydost om Vilaja Planina. Trakten runt Vilaja Planina består i huvudsak av gräsmarker.